# 매카들 사건
매카들 사건(Ex parte McCardle, 74 U.S. 506 (1869))은 유명한 미국 연방대법원의 판결이다.

## 주요사실
신문발행인이자 남부군 군인이었던 윌리엄 매카들(William McCardle)은 북부에 의한 남부재건에 저항하는 글을 썼다. 군정에 의해 구금된 매카들은 인신보호영장을 신청 출소를 요청하였으나 지방법원에서 기각되었다.

## 판결
소송인 매카들은 남북전쟁후 제정된 남부재건법 위반으로 구금되었다. 이에 소송인은 상고(habeas corpus)를 허용하고 있는 1867년 연방법에 의거하여 재건법의 위헌심사를 미국 대법원에 요청하였다. 그러자 의회는 제건법의 위헌판결을 우려하여 연방법에 상고규정을 빼 버린다. 대법원을 판결문을 통해 특정사안에 대한 상고는 의회가 제정한 법률을 따르게 되어있으므로 상고규정이 삭제되었기 때문에 소송인은 상고할 수 있는 권리가 없다고 판결하였다.